# Gadus
Gadus – rodzaj morskich ryb z rodziny dorszowatych (Gadidae).

## Zasięg występowania
Umiarkowane i chłodne wody oceaniczne i morskie półkuli północnej, na głębokościach do 500 m.

## Klasyfikacja
Gatunki zaliczane do tego rodzaju:
- Gadus chalcogrammus – mintaj[3], rdzawiec pacyficzny[4], suketo[5]
- Gadus macrocephalus – dorsz pacyficzny[3]
- Gadus morhua – dorsz[3], dorsz atlantycki[3], wątłusz[3]
- Gadus ogac – dorsz grenlandzki[3], ogak[4]